# Chase Budinger
Chase Andrew Budinger (Encinitas, 22 maggio 1988) è un giocatore di beach volley ed ex cestista statunitense, professionista nella NBA e in Europa.

## Carriera

### Pallacanestro

#### College
La sua carriera inizia con il basket insieme con la pallavolo, ma poi la pallacanestro diventa il suo sport principale. Nel 2006 va a giocare per gli Arizona Wildcats, nella NCAA, nonostante le richieste da parte di squadre universitarie più vicine al suo paese. Rimane con i Wildcats fino al 2009.

#### NBA
Al secondo round del draft NBA 2009 i Detroit Pistons selezionano Budinger, che diviene così la 44ª scelta assoluta. Durante quella stessa notte i Pistons decidono di mandarlo agli Houston Rockets.

### Beach volley
Ritiratosi dalla pallacanestro, riabbraccia il beach volley. A giugno 2024 si è qualificato in coppia con Miles Evans al Torneo olimpico.

## Palmarès
- McDonald's All American (2006)
- McDonald's All America Game co-MVP (2006)
- Freshman dell'anno della Pacific-Ten Conference 2007